# Cerniera (enigmistica)
La cerniera è uno schema enigmistico della famiglia dei biscarti, e segue una formula del tipo ZX / YZ = XY. Il doppio scarto, cioè, come si usa dire, avviene prima in capo poi in coda, al contrario del lucchetto. Fra le parti della cerniera, costituite ciascuna da una parola o da una frase, c'è dunque un rapporto tale che il gruppo di lettere in capo alla prima (Z) è uguale a quello in coda alla seconda: lo scarto di tutte queste lettere e l'unione di quanto rimane forma la terza parola o frase XY.
La cerniera nacque nel 1955 per iniziativa del Novellino, come variante del lucchetto, ed ebbe il primo nome di conchiglia. Presenta, rispetto agli altri schemi della stessa famiglia, una proprietà che la rende unica. È infatti un gioco ciclico, nel senso che lo schema è perfettamente rivoltabile. Da ZX / YZ = XY possono quindi originarsi YZ / XY = ZX e XY / ZX = YZ. Per un esempio pratico si possono assumere rispettivamente le seguenti cerniere: vita / navi = tana, navi / tana = vita, tana / vita = navi.

## Esempi
- Cerniere: mare / tema = rete, flauto / golf = l'autogol